# Missionarie del Divin Maestro
Le Missionarie del Divin Maestro (in spagnolo Misioneras del Divino Maestro) sono un istituto religioso femminile di diritto pontificio: le suore di questa congregazione pospongono al loro nome la sigla M.D.M.

## Storia
La congregazione fu fondata il 7 dicembre 1944 a Baza da Francisco Blanco Nájera, vescovo di Orense, insieme con Soledad Rodríguez Pérez.
Le suore si diffusero rapidamente in varie località della Spagna e poi in Venezuela (dal 1952), in Francia (1955) e nel Congo (1858).
La pia unione delle Cooperatrici del Divin Maestro fu eretta in congregazione religiosa di diritto diocesano il 3 dicembre 1947 e le suore assunsero la denominazione di Discepole del Divin Maestro; l'istituto prese poi il nome di "Missionarie del Divin Maestro" e ricevette il pontificio decreto di lode il 6 novembre 1961.

## Attività e diffusione
Le suore si dedicano all'istruzione e all'educazione cristiana della gioventù, anche nelle scuole statali.
Oltre che in Spagna, sono presenti in Italia e in alcuni paesi americani (Cile, Colombia, Ecuador, Perù, Venezuela); la sede generalizia è a Boadilla del Monte, presso Madrid.
Alla fine del 2008 la congregazione contava 316 religiose in 52 case.